# Centelles
Centelles est une commune de la province de Barcelone, en Catalogne, en Espagne, de la comarque d'Osona.

## Culture locale et patrimoine

### Personnalités liées à la commune
- Ildefons Cerdà (1815–1876) : urbaniste et homme politique né à Centelles.